# Championnat du Paraguay de football 1906
Navigation
Édition suivante
La 1re édition du championnat du Paraguay de football est remportée par le Club Guaraní. C’est le premier titre de champion du club. Le Guaraní l’emporte avec 2 points d’avance sur l’Olimpia. Club Libertad complète le podium. 
Le championnat est composé de 6 clubs, tous basés dans la capitale Asuncion.
À part les résultats du champion, les scores des matchs du championnat n’ont pas été conservés. Ils sont donc inconnus.

## Les clubs de l'édition 1906
| \| Asuncion: · Guaraní · Olimpia · Libertad · General Díaz · Nacional · 14 de Mayo Asuncion \| Localisation des clubs engagés dans le championnat. |
| Asuncion: · Guaraní · Olimpia · Libertad · General Díaz · Nacional · 14 de Mayo Asuncion                                                           |

| Club              | Stade | Capacité | Ville    |
| ----------------- | ----- | -------- | -------- |
| 14 de Mayo        | -     | -        | Asuncion |
| Club General Díaz | -     | -        | Asuncion |
| Club Guaraní      | -     | -        | Asuncion |
| Club Libertad     | -     | -        | Asuncion |
| Club Nacional     | -     | -        | Asuncion |
| Club Olimpia      | -     | -        | Asuncion |

## Compétition

### Classement
Le classement est établi sur le barème de points suivant : victoire à 2 points, match nul à 1, défaite à 0.
| Rang | Équipe            | Pts | J  | G | N | P | Bp | Bc | Diff |
| ---- | ----------------- | --- | -- | - | - | - | -- | -- | ---- |
| 1    | Club Guaraní      | 18  | 10 | 8 | 2 | 0 | 33 | 4  | +29  |
| 2    | Club Olimpia      | 14  | 10 | . | . | . | .  | .  | 0    |
| 3    | Club Libertad     | 12  | 10 | . | . | . | .  | .  | 0    |
| 4    | Club General Díaz | 8   | 10 | . | . | . | .  | .  | 0    |
| 5    | Club Nacional     | 4   | 10 | . | . | . | .  | .  | 0    |
| 6    | 14 de Mayo        | 2   | 10 | . | . | . | .  | .  | 0    |

| Légende : Qualifications et relégations | Légende : Qualifications et relégations |
| --------------------------------------- | --------------------------------------- |
|                                         | Champion du Paraguay                    |
|                                         | Relégation en deuxième division         |
|                                         | (T) : Tenant du titre (P) : Promus      |

## Bilan de la saison
| Championnat du Paraguay de football 1906                             |                          |
| Champion                                                             | Club Guaraní (1er titre) |
| Promotions et relégations                                            |                          |
| Promus en Primera División                                           |                          |
| Relégués en Championnat du Paraguay de football de deuxième division |                          |